# باول هوبكينز
باول هوبكينز (بالإنجليزية: Paul Hopkins)‏ (29 نوفمبر 1986 في المملكة المتحدة - ) هو لاعب كرة قدم بريطاني في مركز الهجوم. شارك مع منتخب إنجلترا تحت 20 سنة لكرة القدم. أما مع النوادي، فقد لعب مع نادي إيفرتون ونادي بانغور سيتي وووترفورد يونايتد ودارلينجتون إف سى.

## وصلات خارجية
- باول هوبكينز على موقع قاعدة بيانات كرة القدم.إي يو (الإنجليزية)
- باول هوبكينز على موقع Soccerbase.com (لاعب) (الإنجليزية)